# Trish Goff

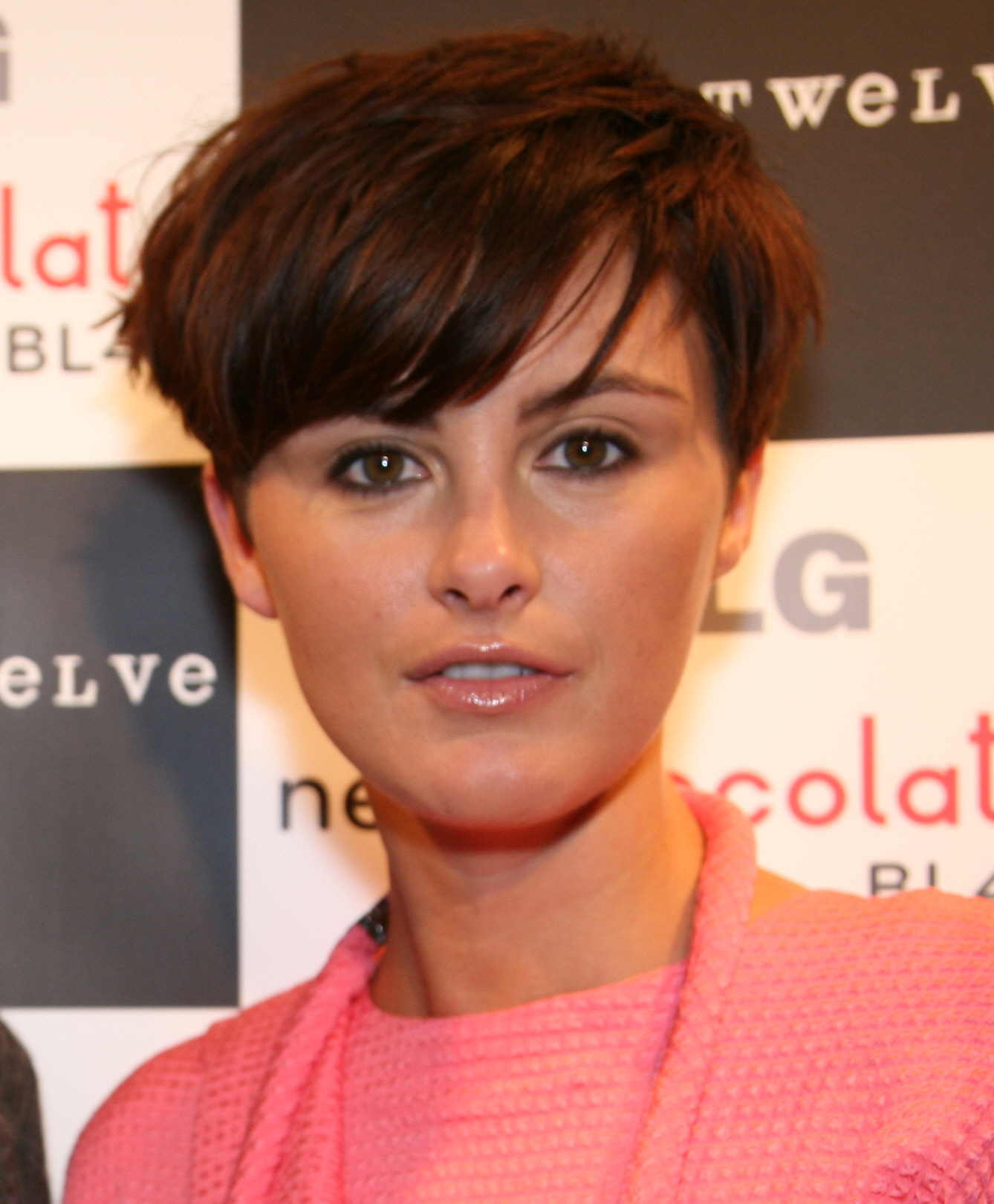
Trish Goff (2011)

Trish Goff (* 8. Juni 1976) ist ein US-amerikanisches Model.
Trish Goff wuchs im Bundesstaat Florida auf und wurde mit 15 Jahren von einem Model-Scout entdeckt. Sie zog daraufhin nach New York City. Als Laufstegmodel lief sie bei Schauen von Versace und Yves Saint Laurent. Als Covermodel war sie auf internationalen Ausgaben Vogue und in Anzeigen von Chanel, Dior, Chloé oder Gap zu sehen. 1999 bis 2001 wirkt sie an den Victoria’s Secret Fashion Shows mit. 2004 war sie als Schauspielerin in dem Low-Budget-Thriller Noise des Regisseurs Tony Spiridakis zu sehen.
Seit Anfang der 2010er Jahre ist sie als Immobilienmaklerin in New York City tätig.